# Аманда Анісімова
Аманда Анісімова (англ. Amanda Anisimova) — американська тенісистка, переможниця Відкритого чемпіонату США 2017 серед дівчат.
Аманда народилася в Нью-Джерсі в родині вихідців з Росії.
Першу перемогу в турнірі WTA туру Анісімова здобула на Copa Colsanitas 2019.

## Статистика виступів на турнірах Великого шолома
| W | Ф | ПФ | ЧФ | #Р | КТ | К# | DNQ | A | NH |

#### Одиночний розряд
| Турнір                                 | 2016 | 2017 | 2018 | 2019 | 2020 | 2021 | 2022 | 2023 | 2024 | 2025 | SR         | В-П        | Win %      |
| -------------------------------------- | ---- | ---- | ---- | ---- | ---- | ---- | ---- | ---- | ---- | ---- | ---------- | ---------- | ---------- |
| Відкритий чемпіонат Австралії з тенісу |      |      |      | 4р   | 1р   |      | 4р   | 1р   | 4р   | 2р   | 0 / 6      | 10–6       | 63%        |
| Відкритий чемпіонат Франції з тенісу   |      | 1р   |      | ПФ   | 3р   | 1р   | 4р   |      | 2р   |      | 0 / 6      | 11–6       | 65%        |
| Вімблдонський турнір                   |      |      |      | 2р   | NH   | 1р   | ЧФ   |      | К3р  |      | 0 / 3      | 5–3        | 63%        |
| Відкритий чемпіонат США з тенісу       | К2р  | К1р  | 1р   |      | 3р   | 2р   | 1р   |      | 1р   |      | 0 / 5      | 3–5        | 38%        |
| В-П                                    | 0–0  | 0–1  | 0–1  | 9–3  | 4–3  | 1–3  | 10–4 | 0–1  | 4–3  | 1–1  | 0 / 20     | 29–20      | 59%        |
| Загальна статистика                    |      |      |      |      |      |      |      |      |      |      |            |            |            |
| Титули                                 | 0    | 0    | 0    | 1    | 0    | 0    | 1    | 0    | 0    |      | Разом: 2   | Разом: 2   | Разом: 2   |
| Фінали                                 | 0    | 0    | 1    | 1    | 0    | 0    | 1    | 0    | 1    |      | Разом: 4   | Разом: 4   | Разом: 4   |
| Рейтинг на кінець року                 | 764  | 192  | 95   | 24   | 30   | 78   | 23   | 359  | 36   |      | $4,983,645 | $4,983,645 | $4,983,645 |

## Фінали турнірів WTA

### Одиночний розряд: 7 (3 титули)
| Результат | В-П | Дата     | Турнір                                | Категорія   | Поверхня | Супротивниця        | Рахунок       |
| --------- | --- | -------- | ------------------------------------- | ----------- | -------- | ------------------- | ------------- |
| Поразка   | 0–1 | Вер 2018 | Japan Women's Open, Хіросіма, Японія  | Міжнародний | Тверде   | Сє Шувей            | 2–6, 2–6      |
| Перемога  | 1–1 | Кві 2019 | Copa Colsanitas, Богота, Колумбія     | Міжнародний | Ґрунт    | Астра Шарма         | 4–6, 6–4, 6–1 |
| Перемога  | 2–1 | Січ 2022 | Melbourne Summer Set, Австралія       | WTA 250     | Тверде   | Олександра Саснович | 7–5, 1–6, 6–4 |
| Поразка   | 2–2 | Сер 2024 | Мастерс Канада, Канада                | WTA 1000    | Тверде   | Джессіка Пегула     | 3–6, 6–2, 1–6 |
| Перемога  | 3–2 | Лют 2025 | Qatar Ladies Open, Катар              | WTA 1000    | Тверде   | Олена Остапенко     | 6–4, 6–3      |
| Поразка   | 3–3 | Чер 2025 | Queen's Club Championships            | WTA 500     | Трава    | Татьяна Марія       | 6–3, 6–4      |
| Поразка   | 3–4 | Чер 2025 | Вімблдонський турнір, Велика Британія | Grand Slam  | Трава    | Іга Свьонтек        | 6–0, 6–0      |

## Фінали турнірів Великого шлема
| Результат | Рік  | Турнір    | Поверхня | Супротивниця | Рахунок  |
| --------- | ---- | --------- | -------- | ------------ | -------- |
| Поразка   | 2025 | Wimbledon | Трава    | Іга Свьонтек | 0–6, 0–6 |

## Фінали турнірів Великого шолома серед дівчат

### Одиночний розряд: 2 (1 титул)
| Результат | Рік  | Турнір      | Поверхня | Супротивниця    | Рахунок  |
| --------- | ---- | ----------- | -------- | --------------- | -------- |
| Поразка   | 2016 | French Open | Ґрунт    | Ребека Масарова | 5–7, 5–7 |
| Перемога  | 2017 | US Open     | Хард     | Коко Гофф       | 6–0, 6–2 |